# Ponte Regina Margherita
De Ponte Regina Margherita is een brug over de Tiber in Rome die het Marsveld op de linkeroever verbindt met de wijk Prati op de rechteroever. Iets ten oosten van de brug ligt het beroemde Piazza del Popolo.
De 103,10 meter lange boogbrug is gebouwd tussen 1886 en 1891. Het ontwerp is afkomstig van architect Angelo Vescovali die een brug tekende met drie bogen. De met travertijn beklede brug is vernoemd naar koningin Margaretha, de echtgenote van koning Umberto I.
Ponte di Castel Giubileo · Ponte Tor di Quinto · Ponte Flaminio · Ponte Milvio · Ponte Duca d'Aosta · Ponte della Musica · Ponte del Risorgimento · Ponte Giacomo Matteotti · Ponte Pietro Nenni · Ponte Regina Margherita · Ponte Cavour · Ponte Umberto I · Ponte Sant'Angelo · Ponte Vittorio Emanuele II · Ponte Principe Amedeo Savoia Aosta · Ponte Giuseppe Mazzini · Ponte Sisto · Ponte Garibaldi · Ponte Fabricio en Ponte Cestio · Ponte Rotto · Ponte Palatino · Ponte Sublicio · Ponte Testaccio · Ponte San Paolo · Ponte dell'Industria · Ponte Guglielmo Marconi · Ponte della Magliana · Ponte di Mezzocammino · Ponte Tor Boacciana